# Gran Turismo Sport
Gran Turismo Sport è un videogioco di tipo simulatore di guida, sviluppato da Polyphony Digital e pubblicato da Sony Interactive Entertainment in esclusiva per PlayStation 4 il 18 ottobre 2017. Annunciato durante l'edizione del 2015 della Paris Games Week a Parigi, è il settimo capitolo principale della saga di videogiochi Gran Turismo. Volutamente differenziato dai capitoli precedenti della saga, è stato intitolato Gran Turismo Sport e non 7. Inoltre, questo titolo della serie è compatibile con il PlayStation VR, novità assoluta. Il 31 gennaio del 2024 sono stati interrotti i servizi online, ossia:
la lobby, 
la parte sport, 
gli achievement e i social del gioco.

## Modalità di gioco
Il gioco include la modalità arcade, la modalità campagna, la modalità sport, brand central, lobby ed scapes.
- ARCADE: in questa modalità è possibile fare una gara singola (rapida o con impostazioni personalizzabili), una prova a tempo, una sfida in locale con un amico, una sfida derapata oppure un Tour VR. Il Tour VR permette di immergersi nel gioco tramite il visore PlayStation VR, tramite una gara veloce contro un solo avversario IA, la già citata prova a tempo o la modalità showroom, in cui è possibile girare intorno all'auto ed osservarla.
- CAMPAGNA: in questa modalità è possibile fare la campagna vera e propria, ossia la GT League (composta da diversi campionati che ammettono solo certe auto e certi tracciati) oppure completare le varie sfide proposte dal gioco. Esse sono divise in tre categorie: Accademia di guida, composta da sfide molto simili a quelle delle Patenti nei giochi precedenti; Sfida missioni, in cui vengono proposte sfide simili alle Missioni di Guida di Gran Turismo 4 o ai Rally a tempo di Gran Turismo 6; infine Esperienza sul circuito, in cui viene mostrato come affrontare un circuito dividendolo in varie parti completate singolarmente, per poi passare ad un giro veloce contro il tempo. Completare queste sfide permette di avere auto omaggio.
- SPORT: La modalità online, il cuore dell'intero gioco. Tramite questa modalità ci si può unire ad una lobby creata da utenti, oppure correre le gare proposte direttamente dal gioco. Per accedervi, tuttavia, bisogna prima completare la sezione Etichetta di Corsa, in cui viene spiegata la sportività in pista.
- BRAND CENTRAL: in questa modalità si accede a tutto ciò che riguarda un marchio, sia esso una casa automobilistica oppure no. Nel caso lo sia, oltre ad osservare diversi "traguardi" di quel brand tramite la sezione Museo, si possono comprare tutte le vetture del marchio, dalle normali auto da strada alle concept Vision Gran Turismo. Alcune Case hanno anche località Scapes utilizzabili solo con auto dello stesso marchio.
- SCAPES: modalità foto in cui, presa un'ambientazione tra quelle presenti (che spaziano da strade cittadine, a percorsi innevati, a luoghi aperti), è possibile piazzare auto dal garage fino ad un numero di tre, posizionando anche il pilota in una tra le pose disponibili.
- Altre modalità sono Cambio Miglia, dove è possibile usare i propri Punti Miglia per comprare verniciature, auto, cerchioni, pose per il pilota ed adesivi altrimenti inottenibili; Editor di Livrea, dove è possibile modificare interamente la livrea di un'auto nel garage, il design del casco o della tuta;
- Scopri dove è possibile vedere e scaricare i lavori della community (che vanno dalle già citate foto Scapes a replay di gara, oltre a design per auto, caschi e tute dei piloti).

## Sviluppo
In un'intervista svolta dalla rivista giapponese Famitsū, l'autore della serie, Kazunori Yamauchi, ha menzionato che GT7 sarebbe uscito per PlayStation 4, "in un anno o due" dal 2013; ha anche affermato che avrebbe utilizzato lo stesso motore fisico di Gran Turismo 6. In un'altra intervista, svolta da GamesTM Magazine, lo stesso Kazunori avrebbe confermato che la data di pubblicazione sarebbe avvenuta nel 2017 e di quanto sarebbe stato potente il gioco su PS4 e quanto sarebbe stato più facile svilupparlo sulla nuova console, al contrario di GT6 su PS3; Ha inoltre affermato che Gran Turismo Sport sarebbe stato compatibile con PlayStation VR.
Kamui Kobayashi è stato uno dei piloti che hanno fornito assistenza tecnica nel gioco. Dopo la scadenza della licenza esclusiva di Electronic Arts per Porsche, Gran Turismo Sport ha segnato la prima apparizione di Porsche in un titolo Gran Turismo Il tre volte campione del mondo di Formula 1 Lewis Hamilton è diventato il "maestro" della serie.

## Accoglienza e critica
Gran Turismo Sport ha ricevuto recensioni "generalmente favorevoli", secondo l'aggregatore di recensioni Metacritic.
Martin Robinson di Eurogamer ha descritto GT Sport come una deviazione dai giochi precedenti della serie, tagliando le vaste collezioni di auto dei suoi predecessori e ponendo un'enfasi maggiore sulla guida competitiva online: "Non ci sono rover lunari, né vagoni a motore singolo del 19º secolo e non persino qualsiasi cosa, ad esempio un pilota a ruote scoperte, che si possa trovare nella lista delle auto al momento del lancio. Eppure, al contrario, questo è forse il gioco più mirato e direttamente divertente che Polyphony Digital abbia pubblicato dai tempi inebrianti di Gran Turismo 3". Robinson ha elogiato il design del suono migliorato e l'aggiunta di un editor di livrea che consente ai giocatori di creare e condividere i propri progetti online.
Il funzionamento del gioco richiede una connessione internet in quanto altrimenti non si possono salvare i progressi limitando di fatto la fruibilità del gioco, limitazioni che vennero meno dopo 7 anni e con la chiusura dei server dedicati ed il rilascio di una patch ufficiale per consentire l'utilizzo del titolo in modalità offline (ad eccezione delle modalità ad esclusivo funzionamento online)